# المعاذر (حزم العدين)

تعديل مصدري - تعديل

المعاذر محلة تابعة لقرية الشرقي، التابعة لعزلة الشرقي بمديرية حزم العدين إحدى مديريات محافظة إب في الجمهورية اليمنية، بلغ تعداد سكانها 133 حسب تعداد اليمن لعام 2004.